# Jez
Jez je gradbena struktura, ki z zadrževanjem vode preprečuje poplavljanje, obenem pa shranjuje vodo in omogoča namakanje v sušnih obdobijih. Posebno pomembni so jezovi hidroelektrarn, v katerih so nameščene turbine in električni generatorji. Največji in najmogočnejši so nasipni jezovi, ki jih naredijo tako, da v vrsto nasujejo zemljo in kamnine. S takimi jezovi navadno zajezijo široke doline. V sredini imajo vodotesno osrednjo steno, ki so jo nekdaj izdelali iz zmesi gline in dodatkov, danes pa je praviloma iz betona. Pri nekaterih jezovih okrog te stene nasujejo zemljo in jo trdno zabijejo, pri drugih pa namesto nje uporabijo velike kamne in skale. Gradnja nasipnih jezov je zelo ekonomična, saj so v veliki meri izdelani iz naravnega materiala.
Za zajezitev globokih in ozkih sotesk je potreben betonski jez, saj je le armirani beton dovolj trden, da lahko vzdrži velike vodne tlake. Številni betonski jezovi imajo trikotni prerez. Na zgornji strani, kjer nastane jezero imajo navpično steno, na spodnji pa je stena poševna. Ker jih na svojem mestu drži njihova lastna teža, se imenujejo težnostni jezovi. za zajezitve velikih dolin jih uporabljajo le redko, saj so zelo dragi, njihova gradnja pa je dolgotrajna. Nekateri betonski jezovi so narejeni v obliki loka, ki je s koncema oprt na bregova doline. Vodoravno silo vode tako zadržuje kamnina na bregovih reke. Ločni jez je zaradi svoje oblike zelo močan, podobno kot ločni mostovi in oboki. Največ jezov, ki jih zgradijo v zadnjem času je ločnih. Za gradnjo zahtevajo manj konstrukcijskega materiala kot drugi jezovi, poleg tega pa so najmočnejši. Stebrni jezovi se uporabljajo tam, kjer podlaga ne omogoča gradnje drugih jezov. S spodnje strani je tak jez podprt z vrsto stebrov, ki so lahko različne oblike. Najbolj razširjeni podporniki so ravni ali pa imajo obliko loka ali oboka. Izdelani so iz armiranega in prednapetega betona. Gradnja takih jezov je razmeroma ekonomična, saj ne zahtevajo toliko materiala kot težnostni jezovi iz betona.
Leta 1997 je bilo na svetu približno 40.000 velikih jezov (veliki so tisti z višinsko razliko več kot 15 metrov) in okrog 800.000 manjših. Če bi vsi jezovi na svetu spustili vodo, ki jo zadržujejo, bi se gladina svetovnih morij dvignila za 3 cm.
Jez je ena pomembejših gradbenih rešitev, a ima pomemben zgled v naravi. Bobri so za potrebo varnosti, zavetja in utrjenosti za svoj rod prvi gradili naravne jezove s pomočjo materialov, ki so jih našli v reki.

## Zgodovina gradnje
Najstarejši znani jez je jez Jawa v Jordaniji, ki se nahaja 100 km severovzhodno od glavnega mesta Aman. Gre za gravitacijski jez, zgrajen iz kamna in utrjen z nasipom iz zemlje, ki je bil postavljen okoli leta 3000 pr. n. št. Visok je bil 9 in širok 1 meter.
Jez Sadd-el-Kafara v vadiju Al-Garawi, je še eden od zgodovinskih jezov, ki so ga postavili stari Egipčani okoli leta 2800 pr. n. št., po drugih virih pa okoli leta 2600 pr. n. št.  Zgradili so ga zaradi uravnavanja nivoja vode in za preprečevanje poplav. Stal je 25 km južno od Kaira in je bil dolg 102 metra in širok 87 metrov. Kmalu po izgradnji ga je visoka voda porušila.
Tudi stari Rimljani so pri oskrbi vodovoda uporabljali jezove v velikih obsegih in pri tem uporabljali predvsem nasipe. Pomembno vlogo so jezovi odigrali tudi na Nizozemskem, kjer so že v srednjem veku tako urejali težave s pridobivanjem kmetijskih zemljišč.
Poleg zgodovinskih jezov so pomembno vplivale na gradnjo jezov tudi zapornice, priprave namenjene varni plovbi po reki ob zagotavljanju vedno primerne višine vode, pa gradnja hidroelektrarn in velike gradnje namenjene učinkoviti javni porabi (Hooverjev jez).

## Vrste jezov
Poznamo štiri osnovne vrste jezov. 
Nasipni in betonski težnostni jez drži na svojem mestu lastna teža, zato oba zahtevata veliko maso materiala. Nasipni jezovi so navadno zelo veliki in zapirajo zelo široke reke. Izračun terja, da je gravitacijske sile materiala in veziva silijo proti zemlji s silo, ki je tolikšna, da sile, ki bi načele jez, ne morejo jezu premakniti.
Ločni jez je ukrivljen in se na straneh upira ob bregove doline, ki prevzamejo sile zaradi pritiska vode. Z njim zajezijo ozke in visoke gorske soteske. S pomočjo arkad se silnice preoblikujejo in s tem izničijo velik del pritiska na jez. 
Podporni jezovi so lahko ravni ali ukrivljeni. Nizka podpora podpira jez na dolvodni strani. Podprti z betonskimi oporniki, ki imajo globoke in močne temelje. Uporabljajo se za zajezitev širokih rek ali jezer. Prvotno si se namesto stebrov uporabljala tudi drevesna debla. Takšna gradnja se uporablja tudi pri gradnji rečnih zapornic.
Gravitacijski jez je masivna konstrukcija, ki se upira pritisku vode samo z lastno težo. Za gradnjo zahtevajo velike količine betona.
Zaradi izjemnih silnic, ki jih mora prenašati jez v vseh časih in razmerah, se le redko novi gradbeni materiali poskusijo na takšnih zgradbah. Pri prvih gradnjah so arhitekti malo za šalo, malo za red bili postavljeni na jez, da bi tako pokazali prebivalcem porečja, da gre za varno gradnjo. Jezovi štejejo za pomembno varnostno grožnjo in terjajo redno vzdrževanje in nadzor, pomembni varnostni ukrepi morajo biti uveljavljeni tudi ob morebitnih poplavah.
Med najbolj obširne trenutne gradnje jezov za namen pridobivanja električne energije štejemo Jez Guri, Jez Itaipu, Jez Tucurui, Jezovi Inga in Jez treh sotesk.

## Najvišji jezovi na svetu
| Jez            | Lokacija    | Višina nad temelji (m) |
| Rogun          | Tadžikistan | 335                    |
| Nurek          | Tadžikistan | 300                    |
| Grand Dixence  | Švica       | 285                    |
| Enguri         | Gruzija     | 272                    |
| Boruca         | Kostarika   | 267                    |
| Chicoasen      | Mehika      | 261                    |
| Tehri          | Indija      | 261                    |
| Kambaratinsk   | Kirgizija   | 255                    |
| Kishau         | Indija      | 253                    |
| Sajano-Šušensk | Rusija      | 245                    |
| Guavio         | Kolumbija   | 243                    |

| Jez           | Lokacija    | Višina nad temelji (m) |
| Mica          | Kanada      | 242                    |
| Ertai         | Kitajska    | 240                    |
| Mauvoisin     | Švica       | 237                    |
| Chivor        | Kolumbija   | 237                    |
| Contra        | Švica       | 237                    |
| Mratinje      | Jugoslavija | 235                    |
| El Cajon      | Honduras    | 234                    |
| Čir           | Rusija      | 233                    |
| Oroville      | ZDA         | 230                    |
| Bekhme        | Irak        | 230                    |
| Bhakra        | Indija      | 226                    |
| Hooverjev jez | ZDA         | 225                    |

Tveganja in nevarnosti
Vodnih pregrad in jezov, katerih porušitev predstavljajo potencialno grožnjo, je lahko več. Jezovi so lahko različne velikosti in imajo tako različen vpliv na okolico. Pomemben del zagotavljanja varnosti je tudi pravočasno odkrivanje morebitnih okvar, ki pomenijo rušenje. 
Razmere, na katere naj bodo pozorni vzdrževalci in tudi ostalo prebivalstvo:
- znaki porušitve,
- onesnaženja vode in puščanje pregrad ter
- možnost nasilne porušitve.

Pozorni morajo biti na vse neobičajne znake, tj. razlike glede na običajno stanje pregrade in njene okolice. Posebna pozornost se objektom posveti ob dogodkih kakršen so:
- potresi,
- hudo deževje oz. visoke vode,
- pomanjkljivo vzdrževanje in/ali obnova pregrad,